# Ilex excelsa
Ilex excelsa är en järneksväxtart som först beskrevs av Nathaniel Wallich, och fick sitt nu gällande namn av Joseph Dalton Hooker. Ilex excelsa ingår i släktet järnekar, och familjen järneksväxter. Utöver nominatformen finns också underarten I. e. hypotricha.